# Julio Alcides Louis
Julio Alcides Louis (5 de diciembre de 1938-11 de julio de 2021) fue un profesor e historiador uruguayo.

## Biografía
Cursó sus estudios secundarios en el liceo Zorrilla, en Montevideo, donde fue militante estudiantil. 
En 1968 egresa del Instituto de Profesores Artigas, como profesor de Historia. Ejerció como docente e investigador en secundaria, Instituto de Profesores Artigas y en la antigua Facultad de Derecho y Ciencias Sociales de la Udelar.
Fue militante del Partido Socialista del Uruguay entre los años 1954 y 1965, para luego pasar a filas del Movimiento de Unificación Socialista Proletario, entre los años 1968 y 1975. 
Entre 1975 y 1982, permaneció detenido en el Penal de Libertad, durante la dictadura cívico militar uruguaya.
Fue fundador y colaborador de la Fundación Vivian Trías, en la que también impartió cursos de historia.

## Selección de obras
- China : pasado, presente y ¿futuro?. Montevideo, 2018.
- ¿Integración para la servidumbre o para la liberación? : el imperialismo y los gobiernos del Frente Amplio. Montevideo, 2015.
- Batlle y Ordóñez: apogeo de la democracia burguesa: del batllismo relegado al reformismo renacido. Montevideo: Arca, 2011.
- Colonias : independencia e integración. Montevideo: Arca, 2010.
- Lenin : la revolución rusa y el socialismo del siglo XXI. Montevideo: Arca, 2009.
- Marxismo ese ocultado : ensayo. Montevideo: Arca, 2008.
- Uruguay decide su destino: ¿y si gana el Frente Amplio? Buenos Aires: Capital Intelectual, 2004.
- La Revolución Rusa y la Unión Soviética hasta el fin de la Segunda Guerra. Montevideo: Ideas, 1991.
- Historia, técnica y producción. La industria de la carne. Montevideo: UdelaR, Departamento de Publicaciones, 1989.
- Batlle y Ordóñez: apogeo y muerte de la democracia burguesa. Montevideo: Nativa, 1969.